# Vitit Muntarbhorn
Vitit Muntarbhorn (en tailandés: วิทิต มันตาภรณ์) es experto internacional en derechos humanos y profesor de derecho en la Universidad de Chulalongkorn en Bangkok, Tailandia. Muntarbhorn fue designado en septiembre de 2016 como el primer experto independiente de la ONU sobre violencia y discriminación por motivos de orientación sexual e identidad de género por el Consejo de Derechos Humanos, cargo que fue sucedido por Victor Madrigal-Borloz en 2018.

## Biografía
Muntarbhorn, nacido en noviembre de 1952, se educó en Oxford y en la Universidad Libre de Bruselas, y fue llamado al Colegio de Abogados de Inglaterra antes de dar clases de derecho en varias universidades de Austria, Canadá, Dinamarca, Inglaterra, Francia, Suiza y Tailandia. Se desempeñó como Relator Especial de las Naciones Unidas sobre la venta de niños, la prostitución infantil y la utilización de niños en la pornografía entre 1990 y 1994. En 1994, coeditó con Charles Taylor un artículo sobre los derechos humanos en Tailandia. En 2004, recibió el Premio UNESCO de Educación en Derechos Humanos.
Muntarbhorn fue nominado para el cargo de Relator Especial de las Naciones Unidas sobre la Situación de los Derechos Humanos en la República Popular Democrática de Corea (Corea del Norte) en 2004. Su mandato finalizó en junio de 2010. Durante sus seis años de servicio, Corea del Norte rechazó repetidamente sus solicitudes de reuniones.
Muntarbhorn sigue participando en diversas actividades de la ONU, principalmente como miembro del Comité de Expertos en la Aplicación de Convenios y Recomendaciones de la Organización Internacional del Trabajo, y se ha desempeñado como experto o consultor de la OACDH, ACNUR, PNUD, FAO, UNICEF, UNESCO, la OMS y la Universidad de las Naciones Unidas. Participó en la elaboración de los Principios de Yogyakarta sobre los derechos LGBT.
En 2018, recibió el premio Bonham Center Award del Mark S. Bonham Center for Sexual Diversity Studies. También fue nombrado Caballero Comendador Honorario de la Orden del Imperio Británico.
El profesor Vitit Muntarbhorn fue designado Relator Especial sobre la situación de los derechos humanos en Camboya en marzo de 2021.